# Isoperla peterzwicki
Isoperla peterzwicki är en bäcksländeart som beskrevs av Bill P.Stark och Ignac Sivec 2008. Isoperla peterzwicki ingår i släktet Isoperla och familjen rovbäcksländor. Inga underarter finns listade i Catalogue of Life.